# Язычно-губные согласные
Язычно-губные (лингволабиальные, апико-лабиальные) согласные — согласные, произносимые при расположении кончика или передней части языка около верхней губы, обращённой вниз, к языку. Они представляют собой предельный случай переднеязычной артикуляции (противоположным предельным положением являются ретрофлексивные согласные). Язычно-губные согласные достаточно редки, хотя они и не используют экзотических сочетаний артикуляций, в отличие от щёлкающих или абруптивов. Их можно найти в языках на территории Вануату, в диалекте кажоко языка бижаго в Гвинее-Бисау, в Умотина (недавно вымерший язык семьи бороро).

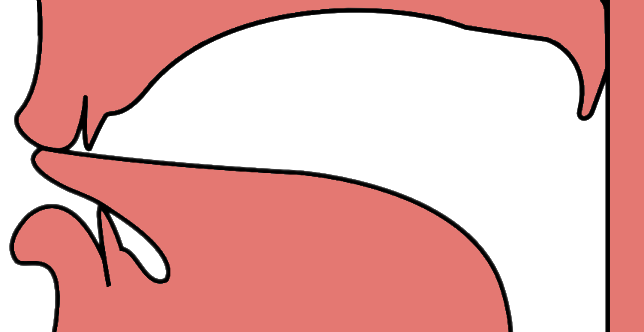
Образование лингволабиального взрывного

В МФА лингволабиальные согласные передаются с помощью добавления диакритического знака «чайки снизу» ◌̼ (в Юникоде U+033C combining seagull below) к соответствующему альвеолярному звуку или апикального знака (перевёрнутого мостика снизу), ◌̺ (U+033A combining inverted bridge below в Юникоде) к соответствующему губно-губному согласному.

## Список согласных
| МФА (две транскрипции) | МФА (две транскрипции) | Описание                                             | Пример                   | Пример    | Пример    | Пример                              |
| МФА (две транскрипции) | МФА (две транскрипции) | Описание                                             | Язык                     | Написание | МФА       | Значение                            |
| ---------------------- | ---------------------- | ---------------------------------------------------- | ------------------------ | --------- | --------- | ----------------------------------- |
| n̼                      | m̺                      | лингволабиальный носовой                             | араки                    | m̈ana      | [n̼ana]    | "смех"                              |
| t̼                      | p̺                      | глухой лингволабиальный взрывной                     | Tangoa                   |           | [t̼et̼e]    | "бабочка"                           |
| d̼                      | b̺                      | звонкий лингволабиальный взрывной                    | Kajoko dialect of Bijago |           | [nɔ̀-d̼ɔ́ːɡ] | "камень"                            |
| n̼d̼                     | m̺b̺                     | преназализованный звонкий лингволабиальный взрывной  | Vao                      |           | [nan̼d̼ak]  | "лук"                               |
| θ̼                      | ɸ̺                      | глухой лингволабиальный спирант                      | Big Nambas               |           | [ˈinɛθ̼]   | "он астматик"                       |
| ð̼                      | β̺                      | звонкий лингволабиальный спирант                     | Tangoa                   |           | [ð̼atu]    | "камень"                            |
| r̼                      | ʙ̺                      | лингволабиальный дрожащий (используется нижняя губа) | Коатланский сапотекский  |           | r̼ʔ        | детское подражание испусканию газов |
| ǀ̼ / ʇ̼                  | ʘ̺                      | лингволабиальный щелчок                              | Коатланский сапотекский  |           | ǀ̼ʔ        | подражание свинье, пьющей воду      |

## Изменение звуков
В Вануату в некоторых южноокеанийских языках губные согласные перешли в зубные, зубные в язычно-губные, которая закрепилась в других южноокеанийских языках. В незе, например, губные перешли в язычно-губные перед неогублёнными гласными; в толомако *bebe 'бабочка' (/t̼et̼e/ в тангоа, пример выше) перешло в /tete/, а *tama 'отец' (/tan̼a/ в тангоа) превратилось в /tana/.